# هادی رنجی تهرانی
هادی پیشرفت متخلص به رنجی (۱۲۸۶ – ۴ اسفند ۱۳۳۹) شاعر ایرانی بود.

## زندگی و شاعری
هادی بن مهدی تهرانی در ۱۲۸۶ش (۱۹۰۷م) در تهران زاده شد، و بعدها نام خانوادگی پیشرفت برگزید. تحصیلات خود را ناتمام رها کرد و مجبور به اشتغال شد، از جوانی عهده‌دار معاش خانواده بود و به قفل‌سازی پیشه‌ور شد. از ۱۵ سالگی سرودن شعر را آغاز نمود و رنجی تخلص گرفت.
رنجی نتوانست تحصیلات خود را رسماً ادامه دهد، و به‌طور خودآموخته و ذوقی با ادبیات خو گرفت. بیشتر به سبک هندی تمایل داشت و به تاسی از حافظ و صائب تبریزی شعر می‌گفت.
رنجی در ۴ اسفند ۱۳۳۹ (۲۳ فوریه ۱۹۶۱) در سن ۵۳ سالگی بر اثر سکتهٔ قلبی در بیمارستان ویلای تهران درگذشت، در گورستان ابن بابویه در جنب آرامگاه مادرش به خاک سپرده شد.

## نمونه اشعار
به ناامیدی ازین در مرو، امید اینجاست
فزون‌تر از عدد قفل‌ها کلید اینجاست
بعید نیست خطابخشی از کرامت دوست
اگر کریم نبخشد خطا، بعید اینجاست
به هر دری که روی جز عزا نخواهی دید
مگر مقیم درِ دل شوی که عید اینجاست
در آ به خلوت دل تا به چشم جان نگری
که دوست را رخ بهتر ز مه پدید اینجاست
مباش در پی خودبینی و خدابین باش
که آنچه فرق یزید است و بایزید اینجاست
بکوش در عمل امروز و فکر فردا کن
که فرصتی که شقی دارد و سعید اینجاست
به ساز و برگ سفر جهد کن در این بازار
که آنچه شاید و باید تو را خرید اینجاست
بیا به میکده تا آنکه روسپید شوی
که روسیه نشود هر که روسپید اینجاست
از آن به کوی خراباتیان مقام من است
که از جهان، دلم آنجا که آرمید اینجاست
سحر ز عرش، سروشم به گوش جان فرمود:
که هر که سر به گریبان دل کشید اینجاست
قدم نمی‌نهد از کوی دل برون (رنجی)
مراد می‌طلبد از دل و مرید اینجاست
(می‌گرید)
دل بیدار من، بر مردم خوابیده می‌گرید
بلی، فهمیده بر احوال نافهمیده می‌گرید
ز چشم خویشتن آموختم رسم رفاقت را
که هر عضوی به درد آید به حالش دیده می‌گرید
پس از جان دادن عاشق، دل معشوق می‌سوزد
که شیرین بهر فرهادِ به خون غلتیده می‌گرید
نگردد تا رقیب زشت خو، آگه ز حال من…
دلم از هجر آن زیبا صنم دزدیده می‌گرید
به روز وصل، هم عاشق بوَد در گریه و زاری
ز شام هجر از بس دیده‌اش ترسیده می‌گرید
لبی خندان نبینی تا نباشد دیده‌ای گریان
بخندد جام، چون مینای می را دیده می‌گرید
محبت را میان یوسف و یعقوب سنجیدم
چو دیدم بیشتر آن پیر محنت‌دیده می‌گرید
کسی کو تیر جانان را هدف گردیده می‌خندد
دلی کز تیغ آن محبوب سرپیچیده می‌گرید
هر آن عاشق که بینی از فراق یار می‌نالد
ولی (رنجی) ز بهر دلبر رنجیده می‌گرید

## آثار
- دیوان اشعارحدود ۳۰۰۰ می‌باشد که با دیباچه ای از کیوان سمیعی توسط انتشارات زوار در تیر ۱۳۴۱ منتشر شد.[۳][۲]
- گزیده‌ای از اشعار او در قالب یکصد سال ادبیات فارسی توسط انتشارات امیرکبیر و با عنوان «تلاطم دریا» منتشر شده‌است.

## نامگذاری خیابان
در ۲۸ آبان ۱۳۹۹ خیابان امین در محدوده خیابان کلاهدوز تهران بنام هادی رنجی تهرانی تغییر نام یافت.